# چمپ و میجر
چَمپ و مِیْجِر سگ‌های ژرمن شپردی‌اند که حیوان خانگی رئیس‌جمهور پیشین ایالات متحده آمریکا ، جو بایدن، و همسرش، بانوی اول جیل بایدن هستند.

میجر اولین سگ پناهگاهی ای است که در کاخ سفید زندگی می‌کند. در طول چهار سال دولت ترامپ هیچ حیوان خانگی در کاخ سفید زندگی نمی‌کرد. این دوره، و دولت رئیس‌جمهور پولک تنها دوره‌های طولانی بود که ریاست جمهوری در کاخ سفید حیوان خانگی نداشت. رئیس‌جمهور جان اف کندی و همسرش جکی نیز صاحب دو سگ ژرمن شپرد به نام شنن و کلیپر بودند.

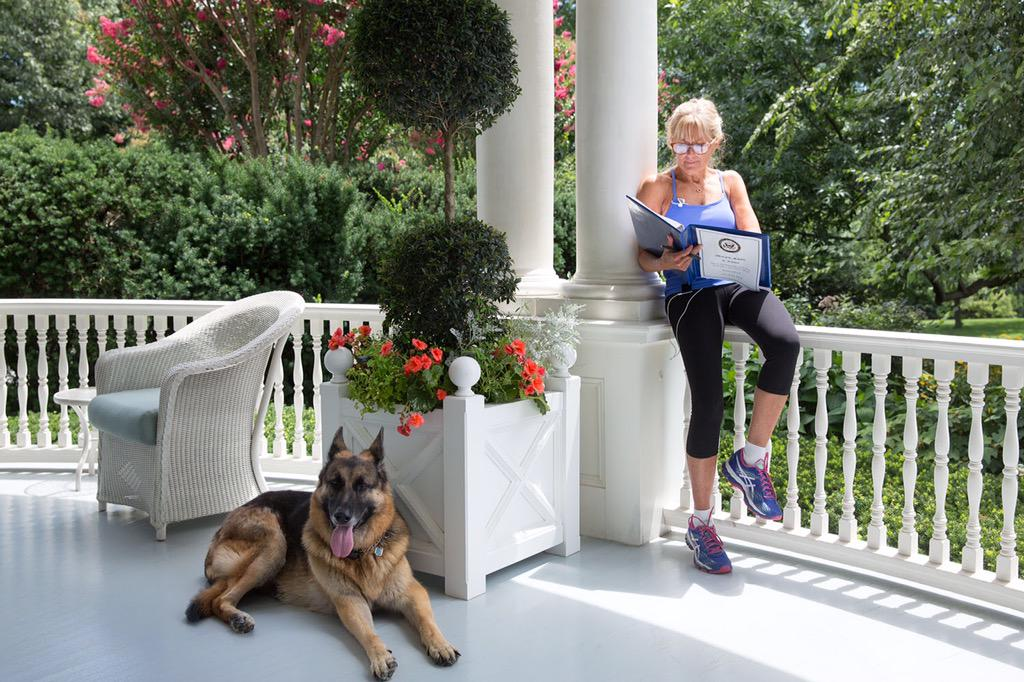
چمپ و جیل بایدن در ایوان شماره یک میدان رصدخانه در سال ۲۰۱۵.
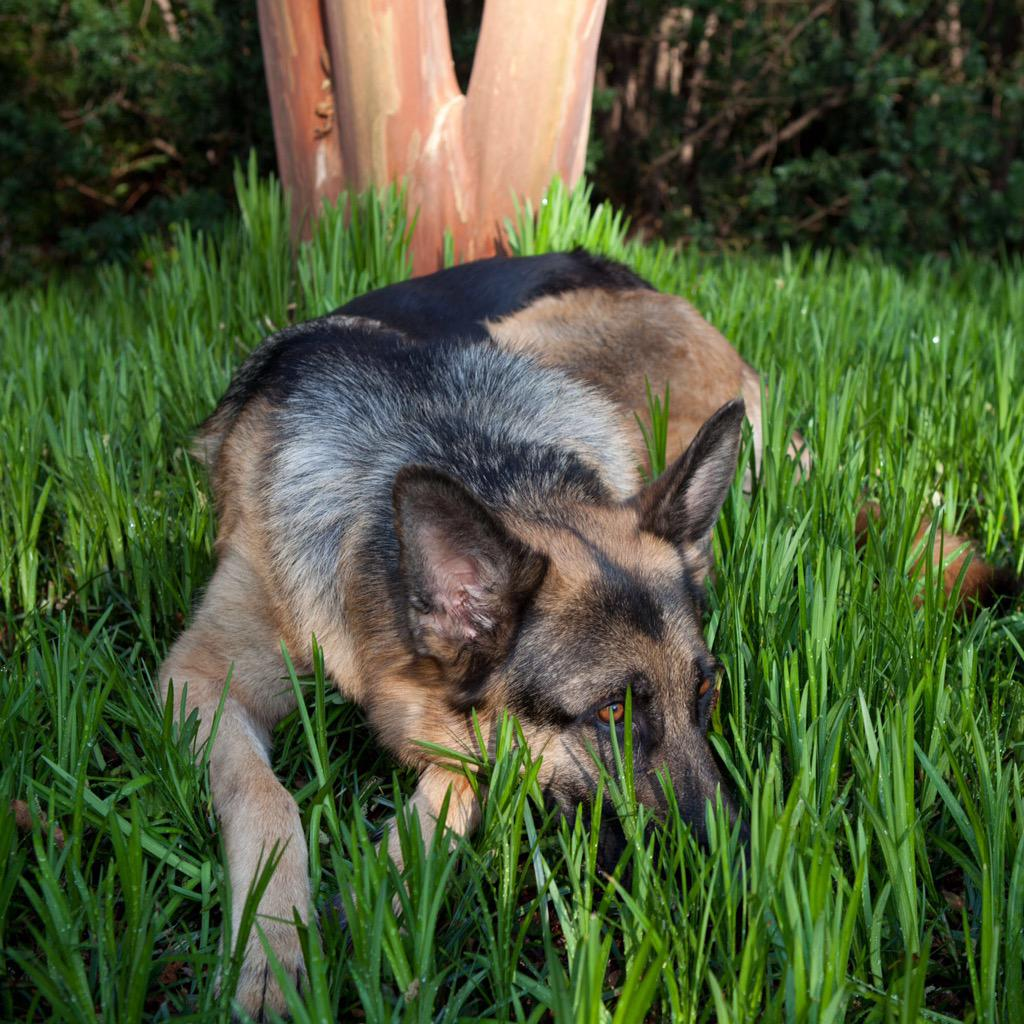
چمپ در آگوست ۲۰۱۵
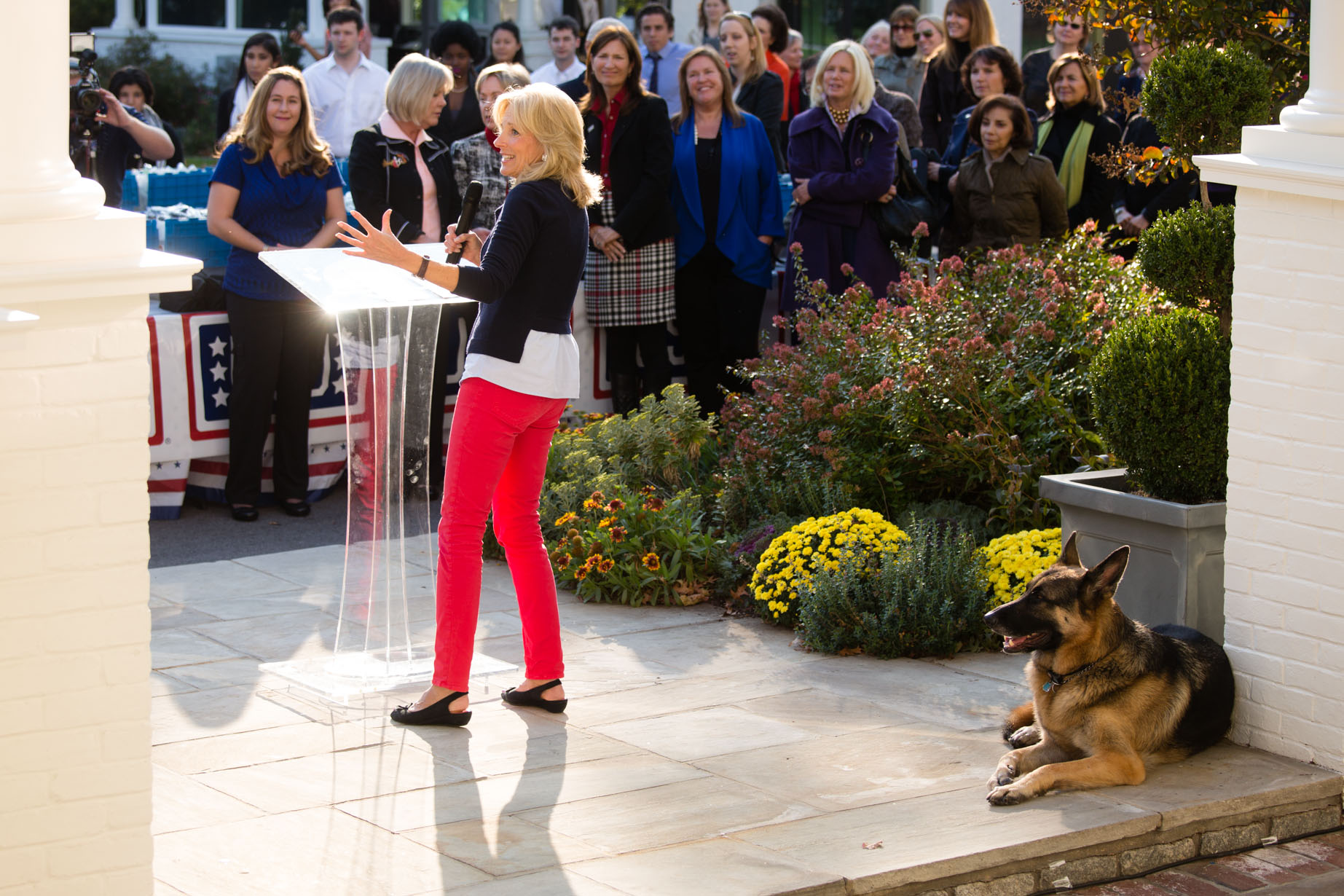
چمپ با جیل بایدن هنگام سخنرانی در شماره یک رصدخانه در سال ۲۰۱۳.